# مجموعه مسجد و آب‌انبار ملا حبیب
مجموعه مسجد و آب انبار ملا حبیب مربوط به اواخر دوره قاجار است و در آران و بیدگل، پشت شهرک صنعتی سلیمان صباحی بیدگلی، دشت مزرعتی ملا حبیب واقع شده و این اثر در تاریخ ۲ مرداد ۱۳۸۷ با شمارهٔ ثبت ۲۳۰۲۵ به‌عنوان یکی از آثار ملی ایران به ثبت رسیده است.